# Corythalia chalcea
Corythalia chalcea là một loài nhện trong họ Salticidae.
Loài này thuộc chi Corythalia. Corythalia chalcea được Crane miêu tả năm 1948.